# 久伊豆神社 (さいたま市岩槻区黒谷)
久伊豆神社（ひさいずじんじゃ）は、埼玉県さいたま市岩槻区の神社。

## 歴史
創建年代は不明である。ただ江戸時代後期の地誌『新編武蔵風土記稿』には掲載されていることから、少なくとも江戸時代後期には既に存在していたものと推測される。隣の光善院が別当寺であった。光善院の本寺は普慶院で、その普慶院は元々岩槻城内にあったといわれており、岩槻城の鎮守となっていた久伊豆神社から分霊を勧請し、別当寺として光善院を配したものといわれている。
1873年（明治6年）、近代社格制度に基づく「村社」に列せられ、1910年（明治43年）の神社合祀により、周辺の3社が合祀された。

## 交通アクセス
- 路線バス笹久保上停留所より徒歩13分。